# Stocksunds IF
Stocksunds Idrottsförening (SIF) är en fotbollsförening hemmahörande i Stocksund, Danderyds kommun.

## Historik
Föreningen bildades den 3 januari 1935 och har tidigare även haft sektioner för ishockey, bandy, skridsko och innebandy. Hemmaplanen ligger på Stockhagen. Klubbfärgerna är gult och svart och i klubbens emblem återges Cedergrenska tornet (ett tidigare ibland använt alternativt emblem visade Stocksundsbron (motorvägsbron över Stocksundet) tillsammans med förkortningen SIF). Sedan 2011 är Stocksunds IF en renodlad fotbollsklubb efter att ishockeysektionen via en sammanslagning med andra lokala klubbar i Danderyd bildat föreningen SDE Hockey.

## Fotboll
Under 2000-talets första decennium växte fotbollen och klubben har visat framsteg främst på flicksidan. Stocksunds IF F94-lag lyckades ta sig in bland de bättre lagen i Sverige och vann 2007 Sankt Erikscupen. Det var första och senaste gången som ett lag från föreningen vann Sankt Erikscupen.
Mellan 2009 och 2011 arrangerade klubben flickcupen RM-cupen.
Mellan åren 2020 och 2023 tränade den före detta allsvenska spelaren Martin Mutumba herrlaget. Den 19 januari 2023 tillkännagav klubben att Dobb TV- och Fotbollsmorgon-profilen Fabian Ahlstrand skulle ta över som chefstränare.  Strax efter utnämningen uttalade sig Ahlstrand att en central del i hans ledarskap är att det är "viktigt att vinna". Trots betoningen på vikten av att vinna var det tufft under inledningen av säsongen. Stocksunds IF:s första tävlingsseger säsongen 2023 kom den 13 maj mot Kilimanjaro FF på Stockhagens IP inför 35 åskådare.

## Ishockey
Stocksunds IF har haft framgångar i ishockey på ungdomssidan, med flera unga talanger.
Tommy Albelin spelade ishockey i Stocksunds IF när han var i tonåren. Den nuvarande Torontomålvakten Jonas Gustavsson spelade också ishockey i Stocksunds IF i sin ungdom. Per-Erik Eklund gick till AIK som A-junior, totalt 5 A-lagssäsonger, proffs i Philadelphia Flyers (9 säsonger) är fostrad i SIF. Liksom även Per Martinelle, sedermera AIK, samt draftad av Boston Bruins, Tommy Lehman, även han sedermera AIK samt spelade i Boston Bruins. Även Pontus Molander, Mikael Cederholm, Mats Ytter, Björn Thorsell och Anders Lindberg var spelare (födda 1963 och 1964) som tog sig till elitserien från Stocksund. På senare åren även tagit fram Mattias Janmark född 1992 fostrad i SDE, med nu 9 säsonger i NHL, fortfarande aktiv.